# Sint-Niklaaskerk (Neerpelt)

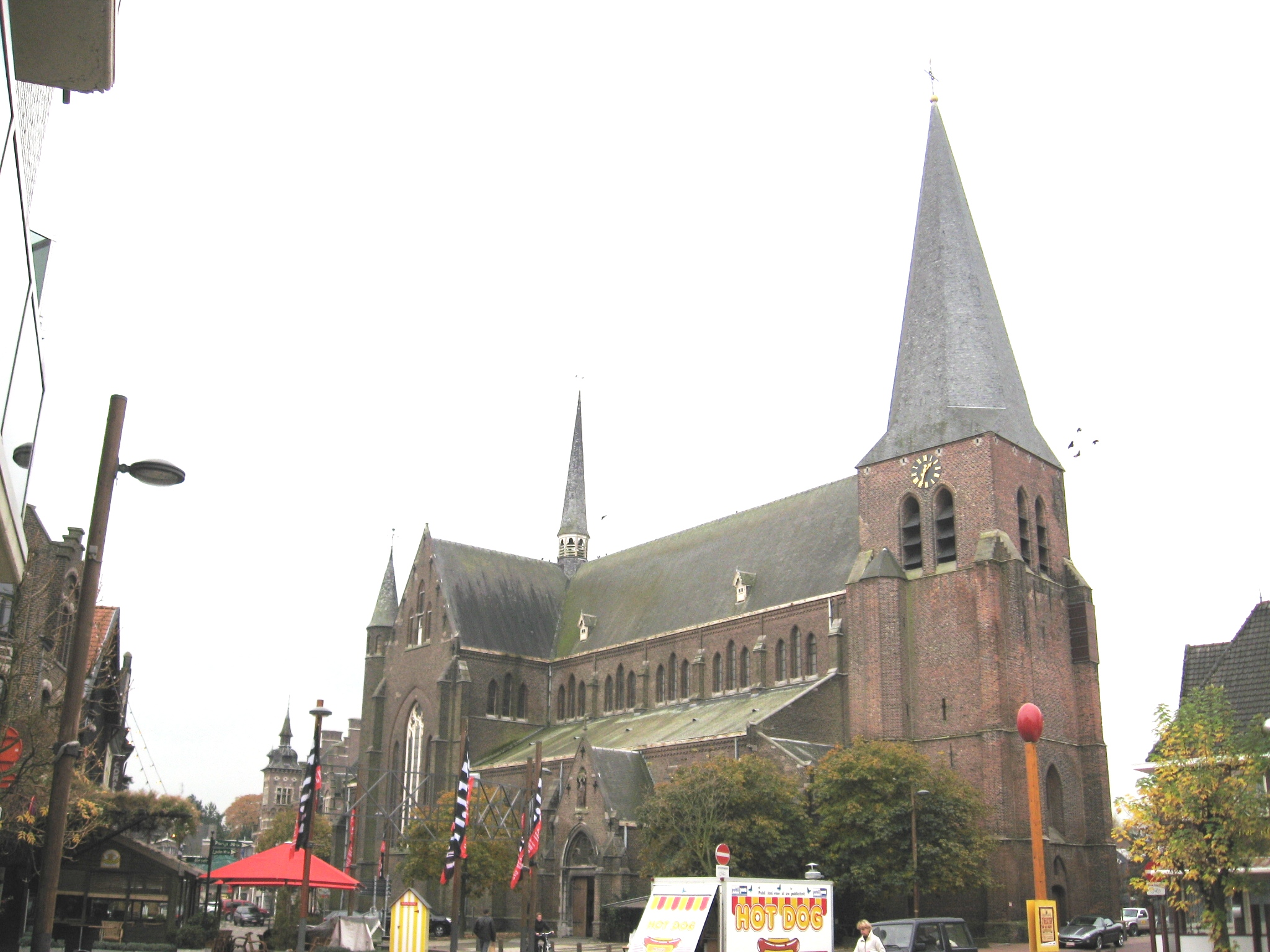
Sint-Niklaaskerk

De Sint-Niklaaskerk is de parochiekerk van Neerpelt, die zich bevindt aan Kerkstraat 9.

## Geschiedenis
Vermoedelijk bestond hier al een houten kapel, toen in de 13e eeuw de eerste stenen kerk werd gebouwd. In deze kerk waren altaren ter ere van diverse heiligen te vinden. In de 16e eeuw werd de, ook nu nog bestaande, toren aangebouwd in laatgotische stijl. In 1619, tijdens de Tachtigjarige Oorlog, werd deze toren in brand gestoken, maar in 1622 werd ze hersteld. In 1680 werd een zijbeuk toegevoegd en in 1683 werd de torenspits vernieuwd. In 1807 werd een orgel geïnstalleerd dat afkomstig was uit de Sint-Janskerk van Diest. In 1830 werd de kerk hersteld en er werden twee zijbeuken toegevoegd. In 1892 sloeg de bliksem in de toren in, waarbij ze gedeeltelijk afbrandde. Enkele jaren later werd de toren opnieuw hersteld.
In 1900 begon men met de bouw van een grotere, neogotische, kerk. De oude kerk werd afgebroken en tijdens de bouw werd in een noodkerk gekerkt. De nieuwe kerk kwam in 1902 in gebruik en werd in 1905 ingewijd. In 1944, tijdens de strijd in de aanloop van Operatie Market Garden, werd de kerk beschadigd door bommen en granaten. Als gevolg daarvan waaide de torenspits in 1946 weg, en in 1947 werd ook het daarna aangebrachte nooddak door een orkaan weggerukt. Hierna volgde een langdurige periode van herstel, waarbij in 1962 de toren werd hersteld en de spits haar oude vorm terugkreeg.
In 2015 werd er een beiaard geïnstalleerd.

## Gebouw
De huidige kerk is een driebeukige bakstenen kruisbasiliek in neogotische stijl, ontworpen door Vincent Lenertz en Hyacinth Martens. De vierkante laatgotische toren heeft vier geledingen en een vrij zware en hoge, achtkante spits.

## Meubilair
Van belang zijn een aantal 17e-eeuwse schilderijen, gerestaureerd in 1989: Een Bespotting van Christus (Ecce Homo), een Onze-Lieve-Vrouw van Smarten, en een schilderij van Bernardus van Clairvaux. Ook zijn er diverse 17e-, 18e-, en 19e-eeuwse houten heiligenbeelden. De preekstoel, en een bidstoel, dateren uit 1834 en zijn in neobarokke stijl. Dan zijn er ook voor de nieuwe kerk een aantal heiligenbeelden vervaardigd, die uit het begin van de 20e eeuw dateren.